# ルーカス・ラカンプ
ルーカス・ラカンプ（Lucas Lacamp、2001年6月4日 - ）は、アメリカ合衆国のラグビー選手。

## プロフィール
- 香港出身[1]。
- ポジションはセンター(CTB)、フルバック(FB)。
- 身長 188cm、体重 86kg
- U20香港代表に選ばれたことがある[2]。

## 略歴
2024年、パリ2024五輪の7人制アメリカ代表に選ばれた。